# Doba (Veszprém)
Doba es un pueblo ubicado en el distrito de Devecser, en el condado de Veszprém, Hungría.

## Superficie
Posee una superficie de 21,22 kilómetros cuadrados.

## Demografía
Hasta 2019 la población era de 411 habitantes, con una densidad de población de 19,37 habitantes por kilómetro cuadrado.